# ヤマブキ
ヤマブキ（山吹、学名: Kerria japonica）は、バラ科ヤマブキ属（本種のみの一属一種）の落葉低木。別名はヤマブリ。黄金色に近い黄色の花をつける。春の季語。

## 名称
和名ヤマブキの語源は、古くは「山振（やまぶり）」と書かれ、これが転訛したものとされる。ヤマブリの由来は、細くしなやかな枝が、風に振られて揺れ動く姿にちなむといわれる。中国名は「棣棠（ていとう）」と称する。
学名はスコットランドの植物学者のウィリアム・カーに由来する。

## 分布・生育地
日本では北海道南部、本州、四国、九州に分布し、国外では朝鮮半島、中国に産する。低山の渓流沿いや山の斜面、やや湿り気のある明るい林の木陰などに群生する。古くから親しまれた花で、庭にもよく植えられる。

## 特徴
落葉広葉樹の低木で、樹木ではあるが、茎は細く、柔らかい。背丈は1 - 2メートル (m) 程度で、立ち上がるが先端はやや傾き、往々にして山腹では麓側に垂れる。地下茎を横に伸ばし、根元から叢生して株立ち状になる。幹の根元の太いところは灰褐色で皮目が目立つ。若い枝は鮮やかな緑色で稜があり滑らかで、ややジグザグに伸びる。枝はその後、次第に木質化して褐色になり、3 - 4年で枯れる。幹の中心の髄は、水分を多く含んだスポンジ状で白い。葉は互生し、長さ4 - 8センチメートル (cm) の倒卵形で、葉縁は重鋸歯がはっきりしており、葉身が薄く、表面にしわがある。秋になると黄葉し、花と同様に山吹色に染まり、初冬まで見られる。
花期は4 - 5月。直径30 - 50ミリメートル (mm) の鮮やかな黄色の花を、当年枝の先に多数つける。花は一重のものと八重のものがあり、特に八重咲き品種（K. japonica f. plena）が好まれ、よく栽培される。一重のものは花弁は5枚。多数の雄蕊と5個から8個の離生心皮がある。心皮は熟して分果になる。
果期は9 - 10月。果実は長さ4 mmの広楕円形で、ヤマブキには実がつかないと思われがちであるが、実際には一重の基本種には立派に実がつく。園芸種ヤエヤマブキの場合は雌しべが退化し、雄蕊が変化して花弁になっているため、実を結ぶことがない。日本で昔から栽培されてきたヤマブキの多くが実をつけない八重咲き種であったため、ヤマブキは実をつけないと言われるようになった。
冬は落葉して、緑色の枝が茂る様子が見られる。冬芽は側芽が枝に互生して、長さ4 - 7 mmの長卵形で緑色や紅紫色、芽鱗5 - 12枚に包まれている。横に副芽がつくこともある。側芽の下にある葉痕は半円形で、維管束痕が3個ある。

ヤマブキのギャラリー
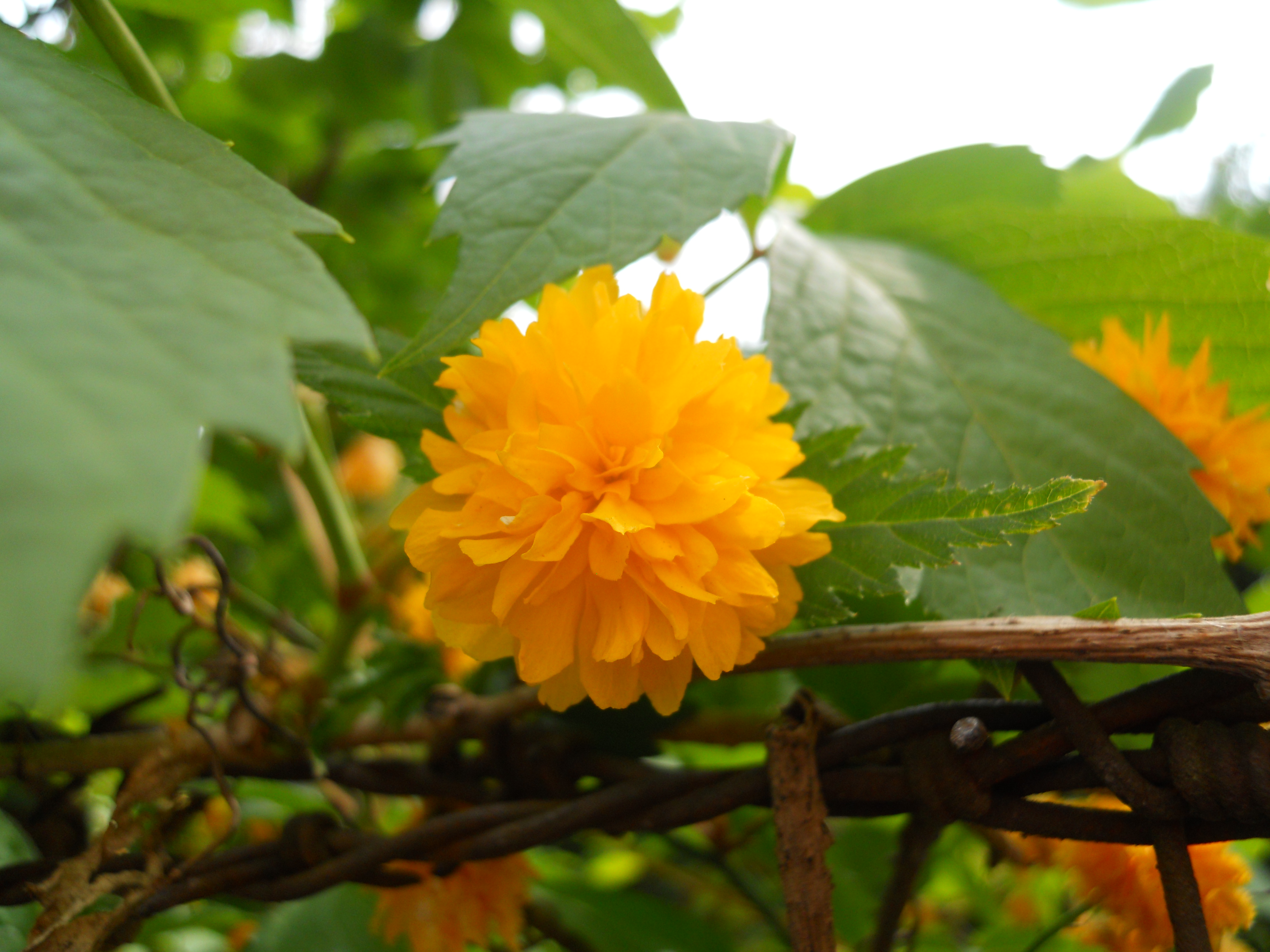
ヤエヤマブキ
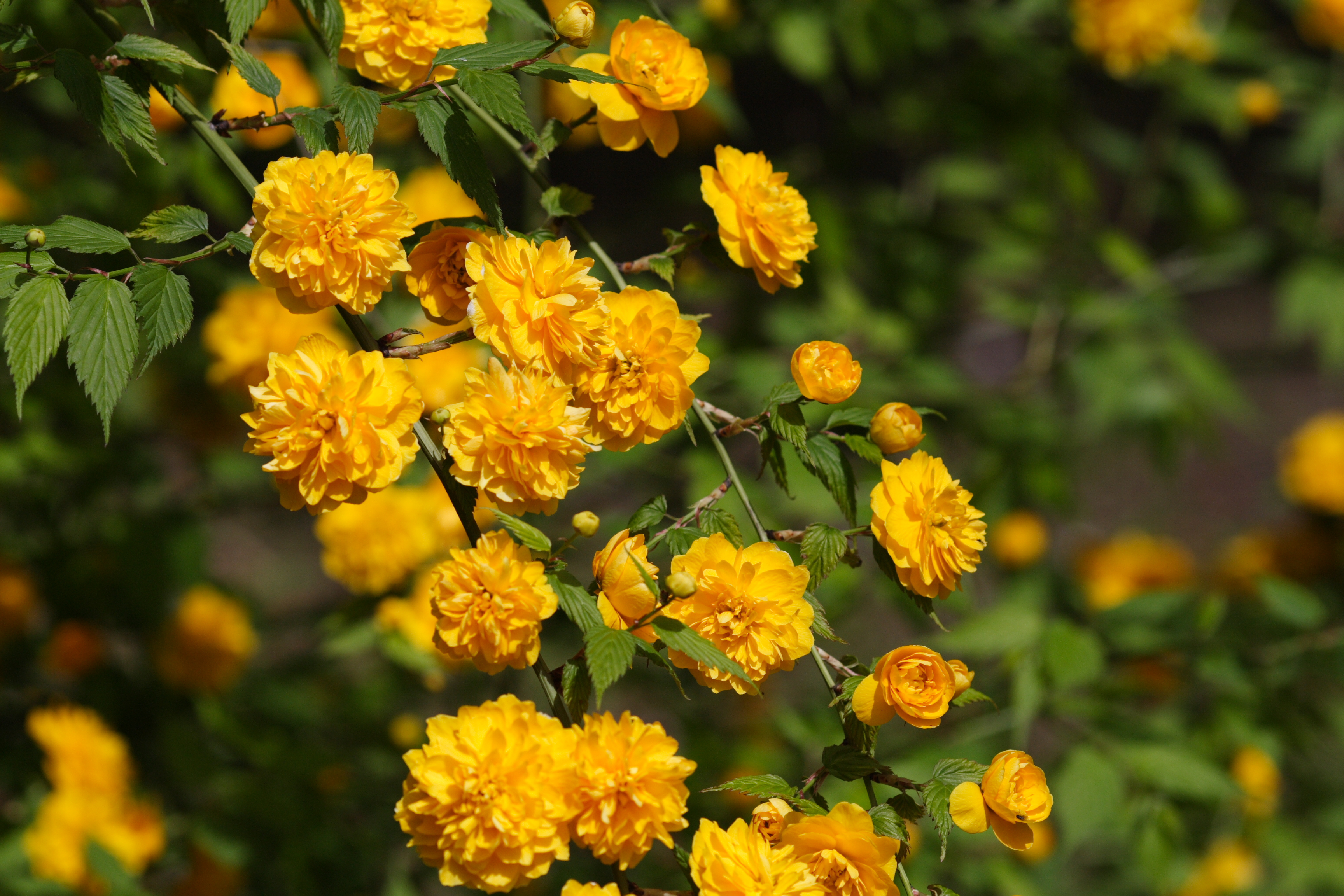
ヤエヤマブキ （天龍寺庭園）
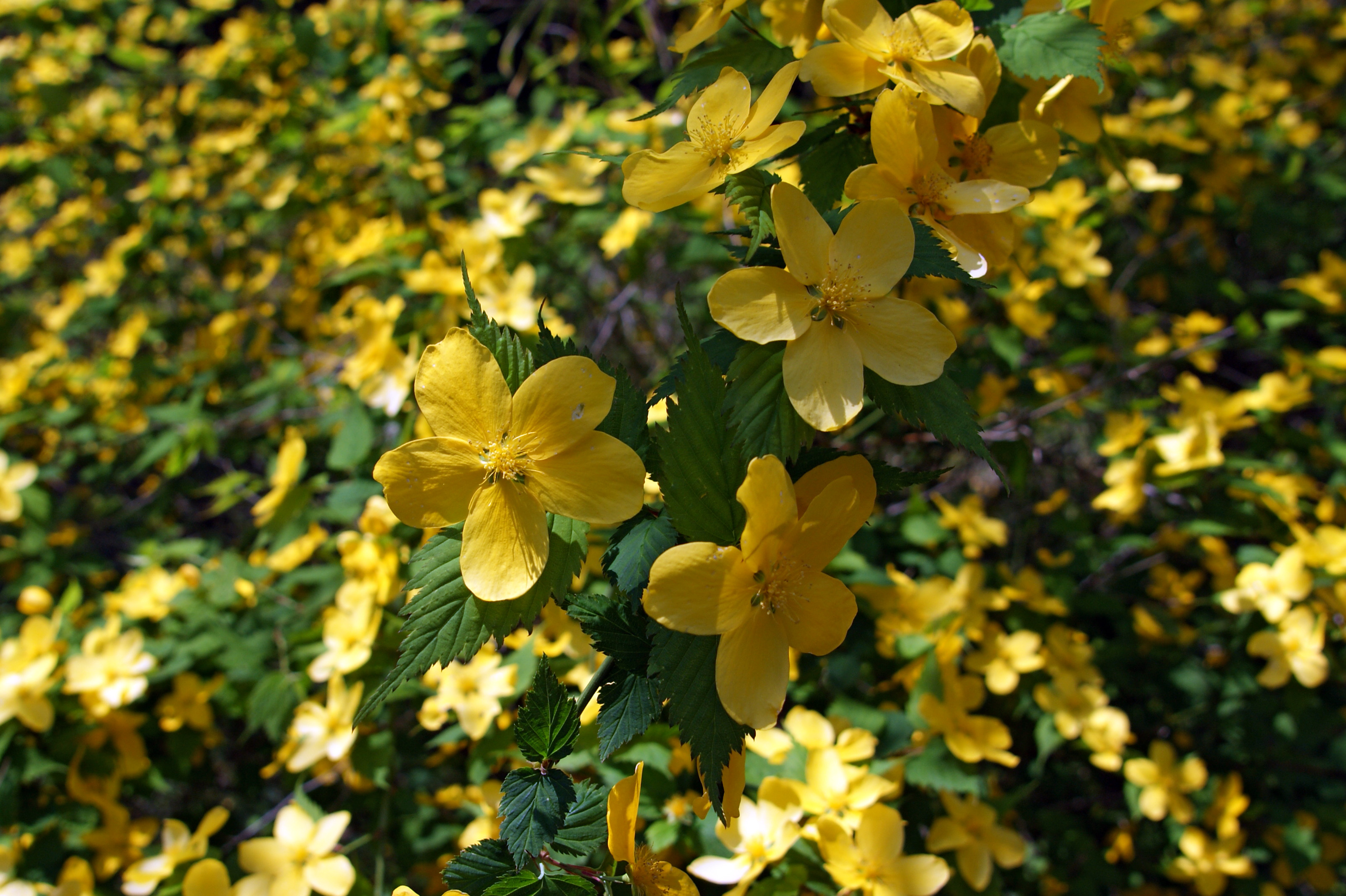
ヤマブキ（一重） （再度公園）
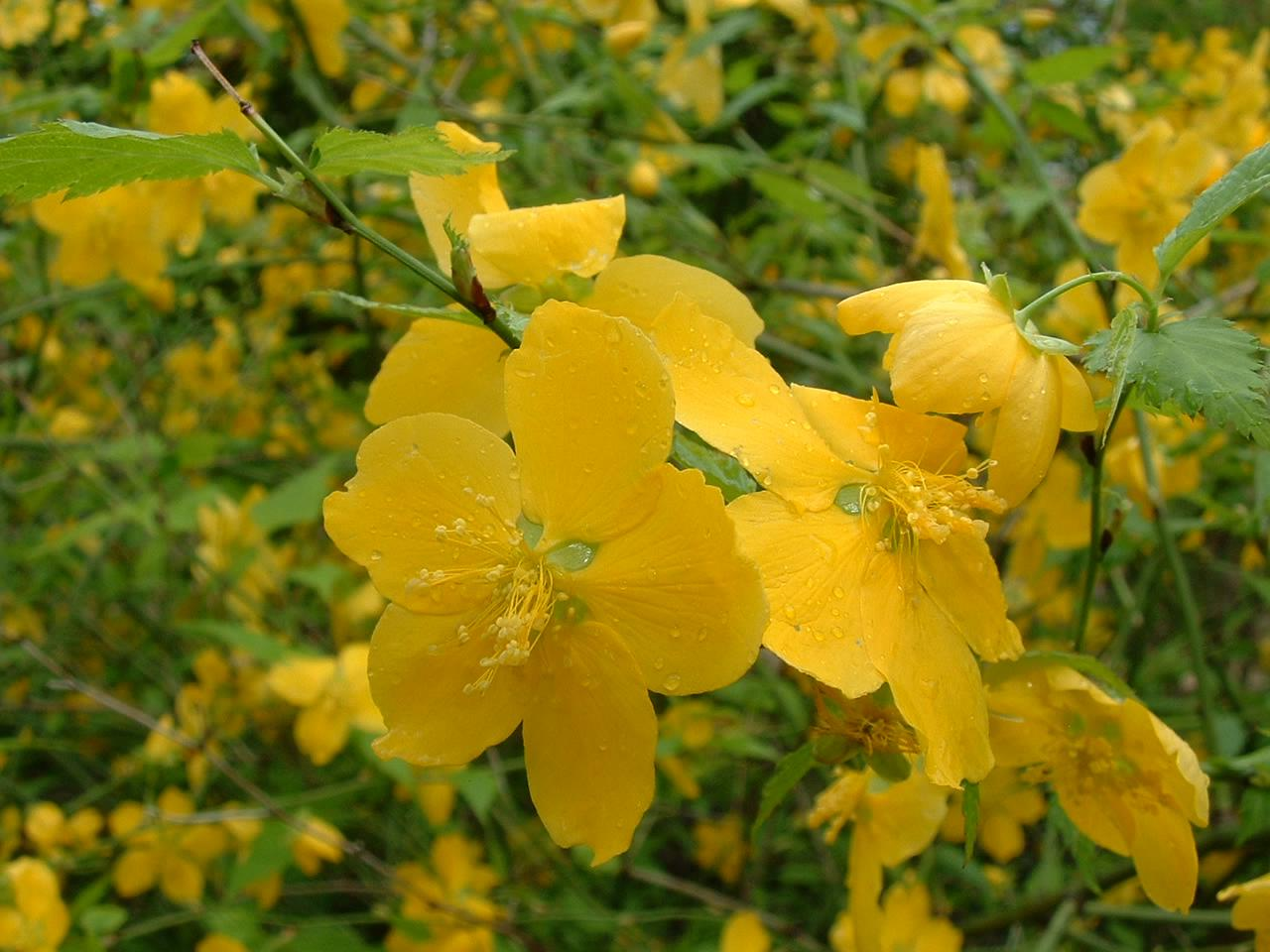
ヤマブキ（一重）
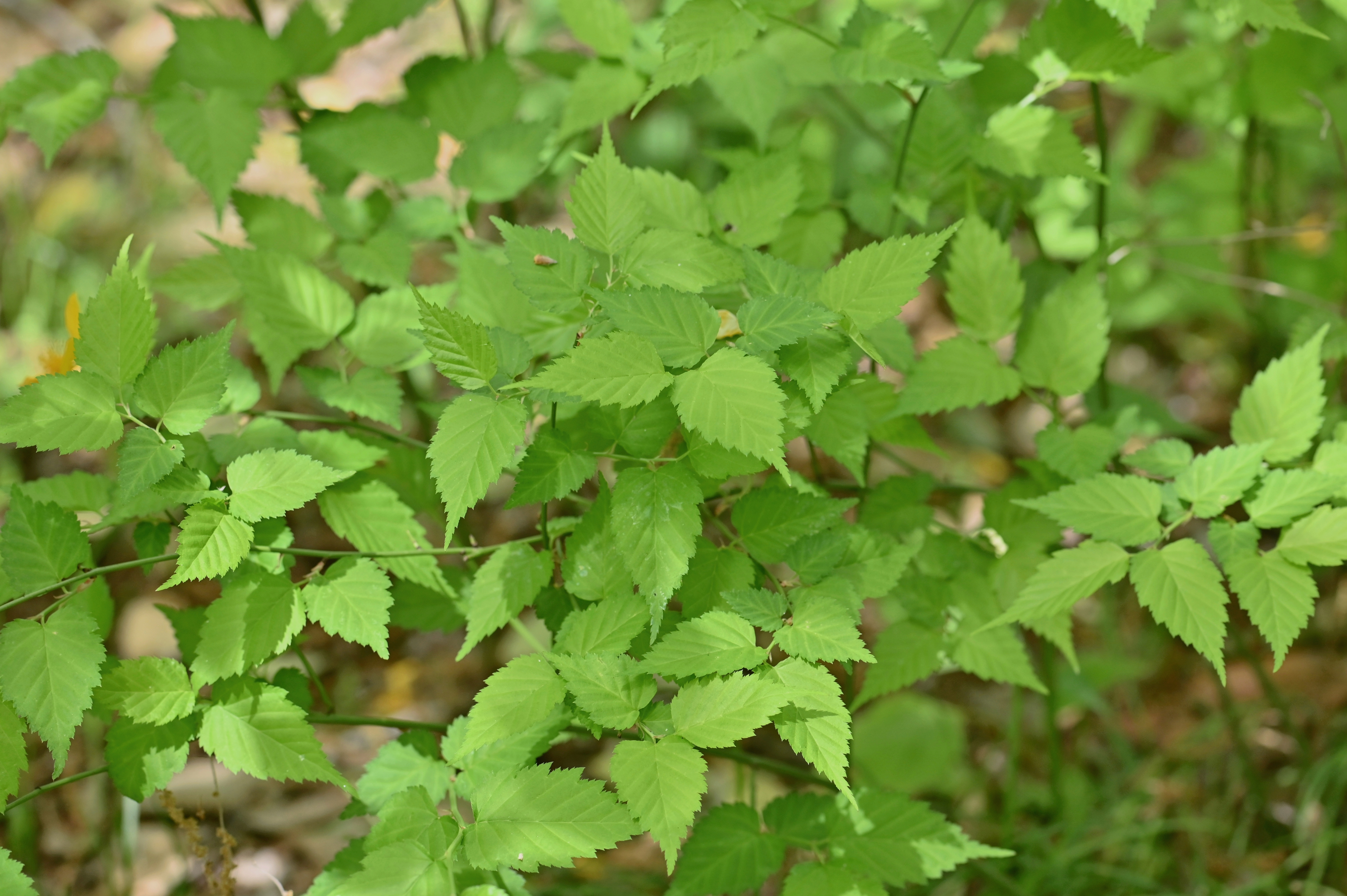
葉
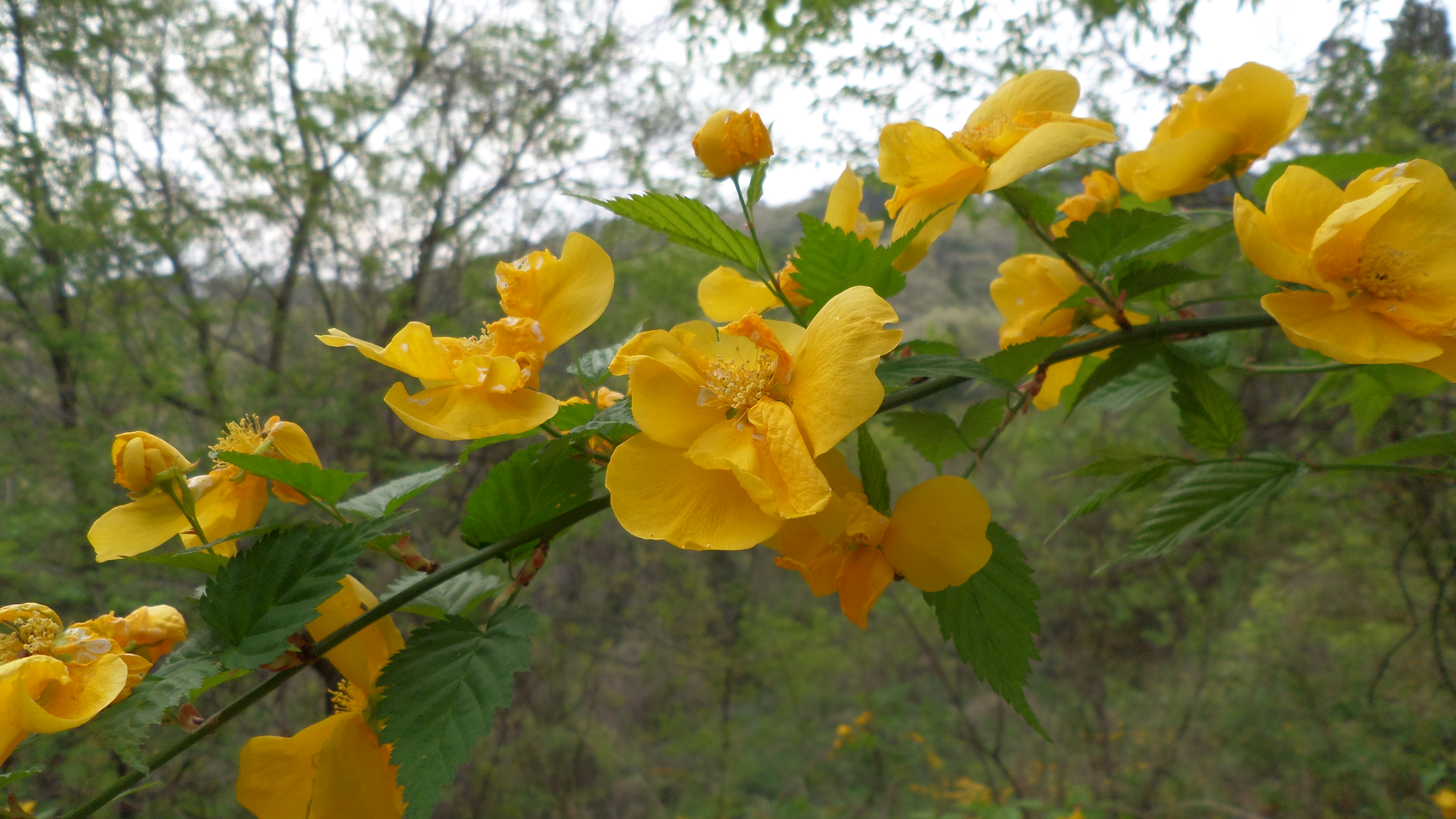
その他①
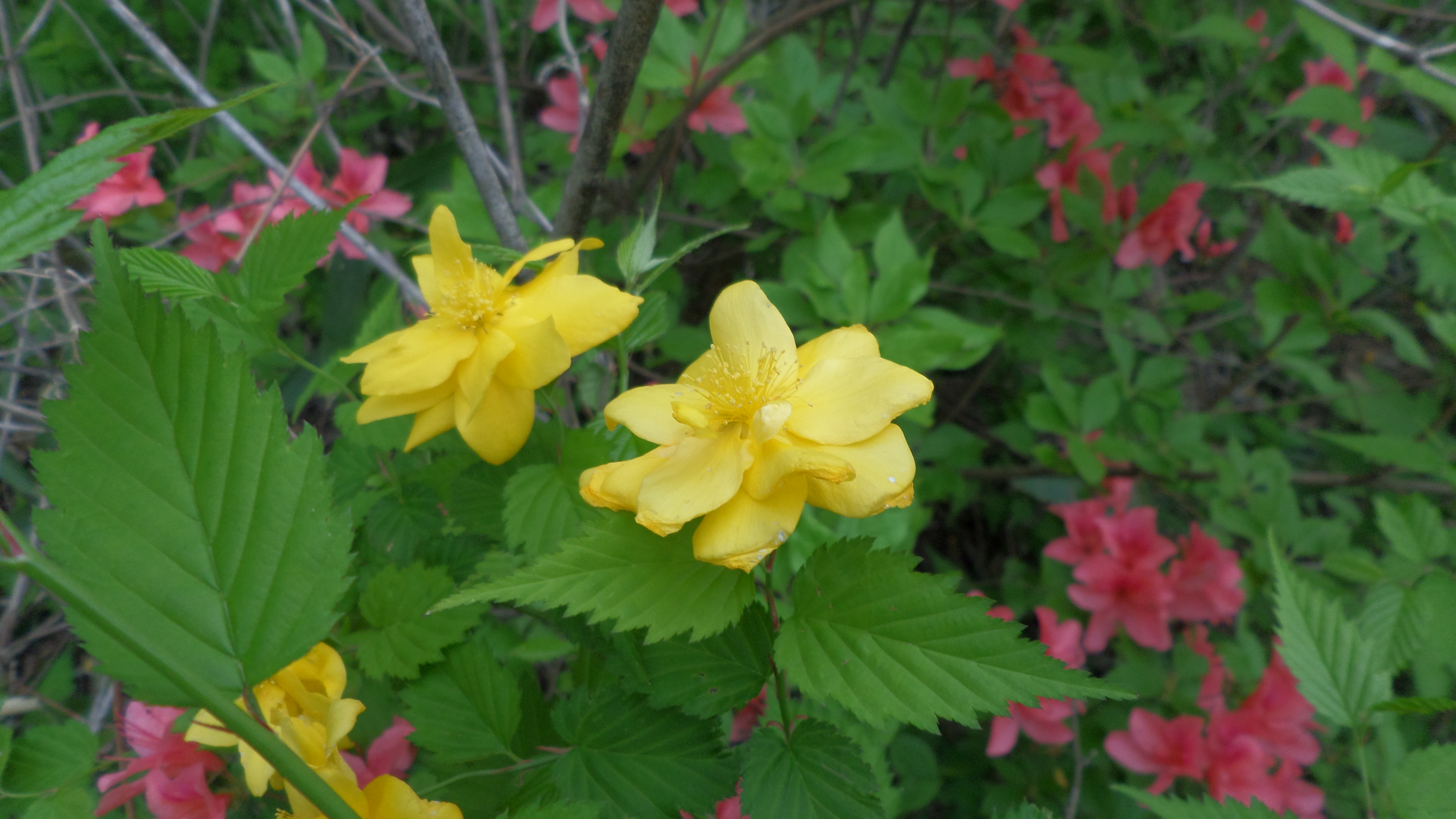
その他②

## 品種
現在残っている品種は以下のとおりとされている。
- 八重 - ヤエヤマブキ（学名: Kerria japonica (L.) DC. f. plena C.K.Schneid.）[12][7]
- 斑入り
- 白花 - シロバナヤマブキ（学名: Kerria japonica (L.) DC. f. albescens (Makino ex Koidz.) Ohwi）[13]
- 菊咲き - キクザキヤマブキ（学名: Kerria japonica (L.) DC. f. stellata (Makino) Ohwi）[14]

なお、シロヤマブキ（学名: Rhodotypos scandens (Thumb.) Makino）はよく似ていてヤマブキの一種と思われがちであるが、ヤマブキとは関係のない別属の種である。日本では岡山県にのみ自生しているが、花木として庭で栽培されることが珍しくない。花弁は4枚である。

## 薬用
葉や花には利尿成分が含まれ、漢方の利尿薬になる。花は棣棠花（ていとうか）と称する生薬になり、天日乾燥して調製する。民間療法では、咳、関節炎、むくみに、茎葉を1日量5グラム、花は1日量3グラムを400 ccの水に入れて煎じた汁を、3回に分けて服用する用法が知られている。昔は、切り傷の止血に乾燥した花を揉んでつけたといわれている。

## 文化
ヤマブキの花言葉は、「気品」である。ヤマブキの鮮やかな黄色い花の色は、山吹色という色名のもととなっている。

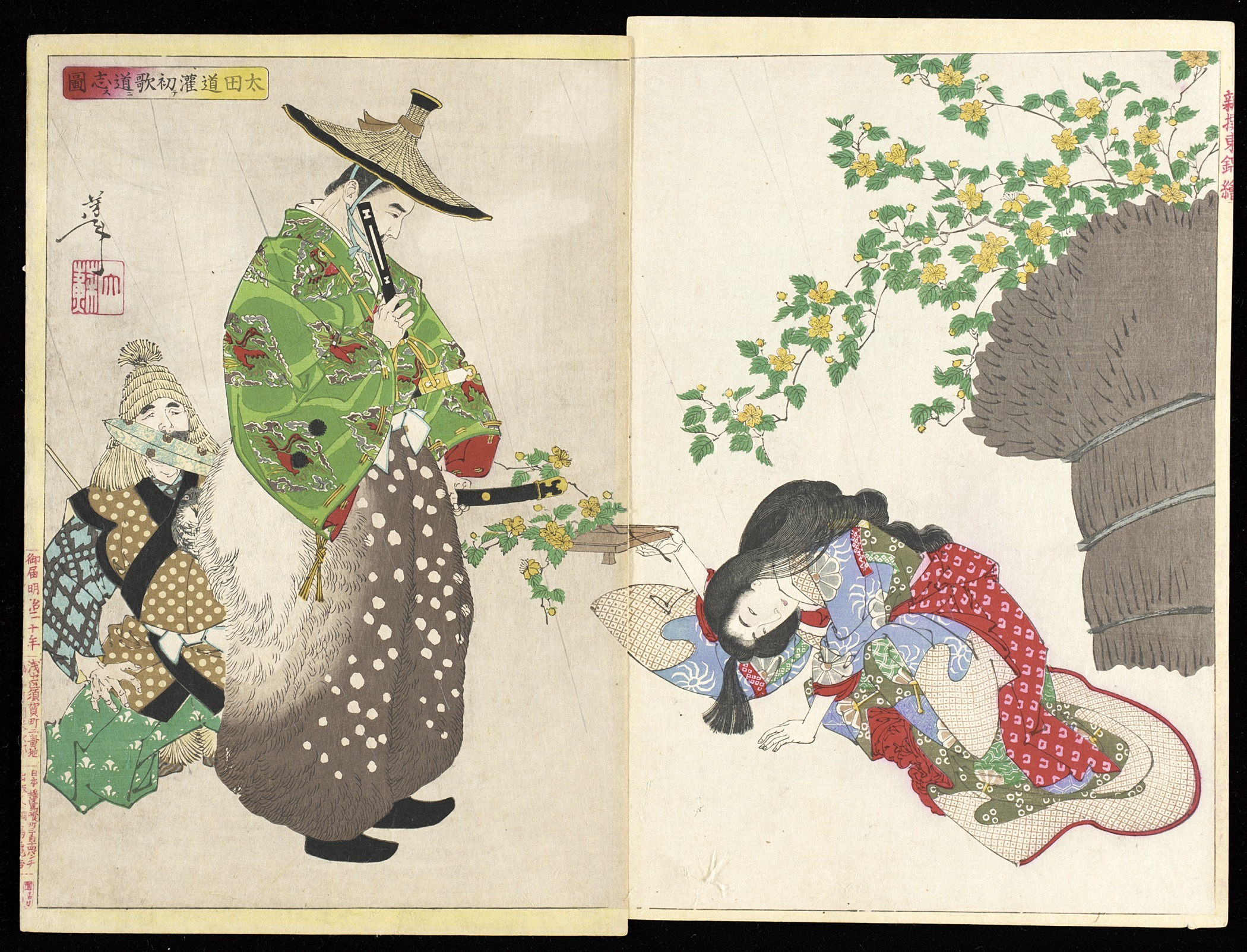
月岡芳年筆『新撰東錦絵』「太田道灌初テ歌道ニ志ス図」

『万葉集』にもたびたび登場するほど栽培の歴史は古く、古歌にも好んで詠まれ親しまれてきた。平安時代に入ると蛙（かわず（旧かな表記では「かはづ」））とともに詠み合わせられることが多くなった。とりわけ、兼明親王が詠んだ歌である「七重八重花は咲けども山吹の実の一つだに無きぞかなしき」（『後拾遺和歌集』所載）は、太田道灌の「山吹伝説」とともによく知られている（当該項を参照）。
ヤマブキの髄を用いた子どもの玩具に「山吹鉄砲」がある。山吹鉄砲は、シノダケを中空の筒を銃身に、ヤマブキの髄を弾にして両端に詰め込んで、一方から棒で突いて圧縮空気の勢いで先端から弾が音を立て飛び出していくのを遊ぶものである。

### 市区町村の花に指定されている自治体
- 檜原村（東京都）
- 白石市（宮城県）
- 川越市（埼玉県）
- 常陸太田市（茨城県）
- 島本町（大阪府）
- みなかみ町（群馬県）
- 宇治市（京都府）
- 井手町（京都府）
- 川上村（奈良県）
- 山北町（神奈川県）
- さいたま市岩槻区（埼玉県）

### 地名
埼玉県越生町には梅林の他、山吹の里がある。

## 山吹色
山吹色（やまぶきいろ）とは、オレンジ色と黄色の中間色のことである。暖色の一つ。下のような色である。
|  |

往々にして小判の黄金色をこれにたとえる。初等・中等教育に使用される絵の具に用いられている色名であることから、色名自体は知られている。学生を主な対象として行われた調査では、9割以上の回答者がこの色名を知っており、かつ色名からイメージが可能と回答した。しかし、この色名がどのような色相・彩度・明度を持つ色を指しているかのイメージには個人差がある。また、色名については本来は植物のヤマブキの色の意であるが、誤って「やまぶ黄色」と解している例もある。京都大学霊長類研究所の中村克樹も小学生の頃はこのように解釈しており、「やまぶ」とはどういう意味なのか悩んだという。

### 近似色
- 金色
- ゴールデンイエロー
- 琥珀色
- 鬱金色
- オレンジ色
- 橙色
- 黄土色
- 黄色